# Iraqi Airways
Iraqi Airways (Arabisch: الخطوط الجوية العراقية, al-chuṭūṭ al-dschawwiyya al-ʿirāqiyya) is de nationale luchtvaartmaatschappij van Irak. De thuisbasis is Baghdad International Airport. De maatschappij is volledig eigendom van de Iraakse staat.
Iraqi Airways is opgericht in 1945. De eerste vluchten werden met een Dragon Rapide uitgevoerd. Vanaf 1955 bestond de hele vloot uit Vickers Viscounts.

## Bestemmingen
In december 2009 had Iraqi Airways zes binnenlandse en vijftien internationale bestemmingen.

## Vloot
De vloot van Iraqi Airways bestaat uit (juli 2016):

### Geschiedenis
De vloot van Iraqi Airways bestond voor de VN-sancties in 1990 vooral uit Boeing-vliegtuigen. In de jaren 70 en 80 werden er Boeings en Airbussen besteld voor verre vluchten naar landen als Brazilië en de Verenigde Staten. Eind jaren 80 bestelde Iraqi Airways vijf stuks van de Airbus A310, deze werden echter nooit geleverd vanwege de sancties. Na de instelling van de maatregelen van de VN werden diverse vliegtuigen naar steden als Amman, Beiroet en Teheran gevlogen, omdat Irak bang was dat de Verenigde Staten ze zou bombarderen.
De vloot van Iraqi Airways bestond voor 1990 uit:
- Antonov An-12
- Antonov An-24
- Boeing 707
- Boeing 727
- Boeing 737
- Boeing 747-200
- Boeing 747SP
- Boeing 757
- Boeing 767-200
- Dassault Falcon 20
- Dassault Falcon 50
- Hawker Siddeley HS-121 Trident
- Ilyushin IL-76
- Lockheed Jetstar
- Lockheed Jetstar II
- Lockheed Jetstar III
- Vickers 735 Viscount
- Tupolev Tu-124